# Karl-Heinz Marsell
Karl-Heinz Marsell (Dortmund, 1 augustus 1936 – aldaar, 23 september 1996) was een Duits baanwielrenner. 

## Belangrijkste overwinningen
1955
- Europees kampioen stayeren

1957
- Europees kampioen stayeren

1959
- Europees kampioen stayeren

1960
- Nationaal kampioen stayeren

1961
- Wereldkampioen stayeren
- Nationaal kampioen stayeren

1963
- Nationaal kampioen stayeren